# Calcilutito
Calcilutito é um tipo de calcário argiloso consolidado, que contém predominantemente partículas de calcita com granulometria similar ao silte ou argila.

## Fonte
- Fernandez, Pedrosa Jr. e Pinho: Dicionário do petróleo em língua portuguesa. Lexicon, Faculdades Católicas, 2009.